# Xã Washington, Quận Sanilac, Michigan
Xã Washington (tiếng Anh: Washington Township) là một xã thuộc quận Sanilac, tiểu bang Michigan, Hoa Kỳ. Năm 2010, dân số của xã này là 1.659 người.